# Лониха
Лониха — деревня в городском округе Домодедово Московской области России.

## География
Находится в южной части Московской области на расстоянии приблизительно 28 км на юг-юго-запад по прямой от железнодорожной станции Домодедово.

## История
Известна с конца XVII века как сельцо Лонино помещика Загряжского, поселенное после 1678 года.

## Население
Постоянное население составляло 5 человек в 2002 году (русские 80 %), 5 в 2010.